# Pactiv Evergreen
Pactiv Evergeen Inc., (NASDAQ: PTVE

)er en amerikansk producent og distributør af fødevareemballage.  De har hovedkvarter i Lake Forest, Illinois. Virksomheden har 53 fabrikker, 26 varehuse og 8 distributionscentre.
Pactiv Evergreen blev etableret i 2020 ved en børsnotering med baggrund i Reynolds Group Holdings Limited (RGHL).